# Learchild
Learchild var en civil parish 1866–1955 när det uppgick i Edlingham, i grevskapet Northumberland i England. Civil parish var belägen 10 km från Alnwick och hade 25 invånare år 1951.